# Лаврін Хмельницький
Лаврін Хмельницький (XVI століття) — шляхтич гербу Абданк з роду Хмельницьких. Син українського козацького військового діяча, полковника та низового гетьмана Венжика (Венцислава) Хмельницького. Батько чигиринського підстарости Михайла Хмельницького, дід гетьмана Богдана-Зиновія Хмельницького.